# Фелчу
Фелчу (рум. Fălciu) — село у повіті Васлуй в Румунії. Адміністративний центр комуни Фелчу.
Село розташоване на відстані 261 км на північний схід від Бухареста, 49 км на південний схід від Васлуя, 104 км на південний схід від Ясс, 97 км на північ від Галаца.

## Населення
За даними перепису населення 2002 року у селі проживала 2771 особа, з них 2770 осіб (> 99,9%) румунів. Усі жителі села рідною мовою назвали румунську.